# تابع گامای ناکامل
تعریف تابع گاما به واسطهٔ انتگرال معین انجام می‌شود. اما تعریف تابع گامای ناکامل با استفاده از یک انتگرال نامعین صورت می‌پذیرد. دو نوع تابع گامای ناکامل وجود دارد: یکی تابع گامای ناکامل بالا است که حد پایین انتگرال آن متغیر است و دیگری تابع گامای ناکامل پایین است که حد بالای انتگرال آن متغیر است.بدین ترتیب داریم:
- تابع گامای ناکامل بالا:

{\displaystyle \Gamma (a,x)=\int _{x}^{\infty }t^{a-1}\,e^{-t}\,dt\,\!}
- تابع گامای ناکامل پایین:

{\displaystyle \gamma (a,x)=\int _{0}^{x}t^{a-1}\,e^{-t}\,dt\,\!}